# امحمد شاكر
محمد شاكر هو ابن المناضل الوطني الهادي شاكر، (ولد بمدينة صفاقس في 31 ديسمبر 1930 - 24 نوفمبر 2024)، سياسي ووزير تونسي.

## ترجمته
درس مَحمد شاكر الحقوق، ونشط خلال فترة شبابه في الاتحاد العام لطلبة تونس. عين لأول مرة في الحكومة بتاريخ 7 نوفمبر 1979 إذ كان أول من عين على رأس وزارة الوظيفة العمومية والإصلاح الإداري التي أحدثها آنذاك الوزير الأول الهادي نويرة، بهدف إصلاح ما قد فسد في الوظيفة العمومية. وبقي بها إلى أن عين وزيرا للعدل في حكومة محمد مزالي وذلك بتاريخ 25 أبريل 1980، وبقي على رأسها إلى 29 أكتوبر 1984.

## إشارات مرجعية
1. 1 2  "Décès de Mohamed Chaker : une grande figure de la Tunisie s'éteint à 93 ans" (بالفرنسية). 24 novembre 2024. Retrieved 26 نوفمبر 2024. {{استشهاد ويب}}: تحقق من التاريخ في: |publication-date= (help)
2. ↑  "Tunisie : Mohamed Chaker tire sa révérence" (بالفرنسية). 24 novembre 2024. Retrieved 25 نوفمبر 2024. {{استشهاد ويب}}: تحقق من التاريخ في: |publication-date= (help)
3. ↑  "وفاة وزير العدل الأسبق محمد شاكر". تونس سكوب. 24 نوفمبر 2024. مؤرشف من الأصل في 2024-12-04. اطلع عليه بتاريخ 2024-11-27.
4. ↑  منير الشرفي، وزراء بورقيبة، تونس، د.ت، ص 88
5. ↑  منير الشرفي، وزراء بورقيبة، نفس المصدر، ص 187